# Коршунов Андрій Миколайович
Андрій Миколайович Коршунов (22 травня 1965, Свердловськ, РРСФР, СРСР) — радянський хокеїст, захисник. Чемпіон Європи серед юніорів.

## Спортивна кар'єра
Вихованець свердловської команди «Спартаківець» (тренер — Герман Чумачек). Срібний призер зимової Спартакіади народів СРСР 1982 року. Чемпіон Європи 1983 року серед юніорів. Спочатку грав у нападі, а згодом перекваліфікувався у захисника. Виступав за клуби СКА (Свердловськ), «Луч» (Свердловськ), «Сокіл» (Київ), ШВСМ (Київ), «Автомобіліст» (Єкатеринбург), «Кедр» (Новоуральськ). У вищій лізі чемпіонату СРСР і Міжнаціональній хокейній лізі провів 206 матчів (19+19).

## Статистика
Статистика виступів в елітніх дивізіонах:
| Сезон               | Клуб                | Ліга                | І   | Г  | П  | О  | ШХ |
| ------------------- | ------------------- | ------------------- | --- | -- | -- | -- | -- |
| 1982-83             | «Сокіл»             | вища                | 10  | 0  | 1  | 1  | 0  |
| 1983-84             | «Сокіл»             | вища                | 5   | 0  | 0  | 0  | 2  |
| 1984-85             | «Автомобіліст»      | вища                | 23  | 3  | 2  | 5  | 4  |
| 1987-88             | «Автомобіліст»      | вища                | 29  | 2  | 1  | 3  | 6  |
| 1988-89             | «Автомобіліст»      | вища                | 39  | 3  | 3  | 6  | 8  |
| 1989-90             | «Автомобіліст»      | вища                | 4   | 1  | 0  | 1  | 2  |
| 1990-91             | «Автомобіліст»      | вища                | 28  | 0  | 2  | 2  | 8  |
| 1991-92             | «Автомобіліст»      | вища                | 26  | 2  | 2  | 4  | 8  |
| 1992-93             | «Автомобіліст»      | МХЛ                 | 38  | 7  | 8  | 15 | 8  |
| 1993-94             | «Автомобіліст»      | МХЛ                 | 4   | 1  | 0  | 1  | 0  |
| Всього у вищій лізі | Всього у вищій лізі | Всього у вищій лізі | 206 | 19 | 19 | 38 | 46 |

В юніорській збірній:
| Рік  | Команда          | Турнір | Місце | І | Г | П | О | ШХ |
| ---- | ---------------- | ------ | ----- | - | - | - | - | -- |
| 1983 | СРСР (юніорська) | ЮЧЄ    |       | 5 | 4 | 3 | 7 | 4  |